# 常用字字形表
《常用字字形表》（下稱《字形表》；英文：List of Graphemes of Commonly-used Chinese Characters），是由教育署語文教育學院中文系（後併入香港教育大學）制定的字形表，作為小學以至初中學童識字教育的參考，涵蓋大多數香港人日常生活用的漢字，尤以繁體字為主，但與台灣標準寫法稍異。
《字形表》首位主編為時任副院長李學銘，收錄四千多常用漢字的教育參考字形，用於香港小學及初中識字教育及課本的楷書字，但並非規限宋、黑、圓體等印刷字體，亦非日常使用印刷字型須依從的標準。

## 研訂歷史
字形表於1984年7月開始研訂，由當時香港教育署（後改制為教育局）語文教育學院中文系的李學銘教授，統籌系內各學者蒐集及分析資料。同時，由多間院校學者組成的「常用字標準字形研究委員會」審訂各字的教育參考字形。《字形表》終在1985年9月完成，並於1986年9月出版。
《字形表》選取常用字的調查統計是以香港教育署課程發展委員會〈小學中國語文科課程綱要〉（1980）所附〈小學常用字表〉（2746字）和台灣教育部〈常用國字標準字體表〉（4808字）為依據，而略有增刪。後來考量參閱者提供的意見，在修訂本又增收了30多常用字。
《字形表》於1990年、1997年及2000年重印時全面修訂。1990年版由語文教育學院中文系三位學者負責。至2000年，由於香港教育署語文教育學院已成為香港教育學院一部分，因此由香港教育學院中文系三位學者（謝家浩、盧興翹、司徒秀薇）負責修訂，並邀請已任職於理工大學中文及雙語學系的李學銘教授繼續擔任主編。
2003年香港教育統籌局委託香港理工大學中文及雙語學系研製供小學教學用的字表和參考詞語表。研究人員以該系建置的《中國大陸、臺灣、香港現代漢語語料庫》為基礎建立詞語表的收詞範圍。2007年香港教育局依據該研究成果出版《香港小學學習字詞表》，共計錄9706條詞彙、3171漢字，並在該書附錄收錄了《常用字字形表》2007年修訂本，共計4762字。
最新版是2012年修訂本，附粵音、官音及英文解釋。

## 版本
《字形表》歷經多次修訂，包括：
| 年份   | 名稱                                                     | 版本             | 字數   |
| ------ | -------------------------------------------------------- | ---------------- | ------ |
| 1985年 | 常用字標準字形芻議表                                     | 芻議版本         | - -    |
| 1986年 | 常用字字形表                                             | 初版             | 4719字 |
| 1990年 | 常用字字形表（修訂本）                                   | 第一次修訂       | 4759字 |
| 1993年 | 常用字字形表（修訂本）                                   | 重印1990年版本   | 4759字 |
| 1997年 | 常用字字形表（九七年修訂本）                             | 第二次修訂       | 4759字 |
| 2000年 | 常用字字形表（二零零零年修訂本）                         | 第三次修訂       | 4759字 |
| 2007年 | 香港小學學習字詞表 附錄 常用字字形表（二零零七年重排本） | 首次電腦排版     | 4762字 |
| 2012年 | 常用字字形表（二零零七年重排本 附粵普字音及英文解釋）    | 電腦排版獨立成書 | 4762字 |

### 2007年版本修訂爭議
在《香港小學學習字詞表》面世前，《字形表》原本的最新版爲2000年修訂本，此版本修正了1993年版的一些錯誤，並獲各出版社廣泛依從。例如「臽」部件，原來的《字形表》大體上第二筆都作「橫鈎」，不作「橫折鈎」，這也是比較符合字源的寫法。唯獨「陷」字，因書寫時帶筆，使它在1993年版裏顯得有點像「橫折鈎」。但各出版社都已把字形修正作「橫鈎」，2000年版亦將之改正。
可是2007年版的《字形表》，卻不依2000年、1997年的修訂，回到1993年版。並聲稱要依照有誤的「陷」字，來修改「閻、諂、焰、燄、餡」等諸字。此做法惹來爭議。此外，2007年版的《字形表》又有若干修訂，不但沒有說明過，也違反過往多個版本的一貫做法，例如把符合字源的「𧶠」部件改作「賣」。又例如2007年版對「幣」字左上方部件的修改，也令它跟「弊、斃、撇」等字變得不統一。
《字形表》原編者李學銘在雷超榮書寫的《香港標準字形字典》裏作序。序言中，他批評《字形表》2007年版的製作者和出版者不可能不知道有2000年修訂版，其內容的主體依據仍是2000年版，卻刻意完全不提《字形表》原來主編者的姓名及多次修訂過程，既有違常理也不合出版常規。而2007年版的有些修訂，李學銘也批評它沒有顧及《字形表》原初在研訂字形時所要維持的學術性和紀律性。

## 作為香港教育參考字形
《字形表》是一份以小學語文教師為主要對象的語文教學參考資料，目的在減少小學語文教師因異體字太多而產生的困擾。但《字形表》的編訂者表示，他們無意樹立「正字」權威。學生習作上的字，雖或與表中所列的教育參考字形未盡相符，只要是通行的異體字而不是錯別字，教師宜採取較寬容態度。《字形表》的編訂者在序言、說明中多番表明無意樹立「正字」權威。並且表明《字形表》字形僅適用於手寫楷書，以及教科書裏的楷書示範字形。
《字形表》公佈後，香港教育署在1988年頒佈的《小學中國語文科課程綱要（初稿）》附錄的〈小學常用字表〉就說明字形以《常用字字形表》為依據，出版社亦推出字形寫法依照《字形表》的字典和教科書，《字形表》在香港的手寫識字教育上有一定重要性。但在教育用途以外，香港日常的出版印刷及其他場合的用字，基於不同的場合、需求或原因，並未以《字形表》一鎚定音，如傳承字形或「儷式與蒙納式」字形在生活中仍比比皆是。

## 與臺灣標準的分別
《字形表》與臺灣正字標準「國字標準字體」有不少相同處，主要考慮及字形的理據，但也有若干差異：

### 《字形表》比臺灣標準更合字理或字源的例子
| 字       | 港 | 臺 |
| -------- | --- | --- |
|          | 《字形表》的「裏」字較合古文字和隸楷構形，聲符「里」在形符「衣」裏邊。 | 臺灣標準的「裡」字極少出現於古書。 |
| 、       | 《字形表》的「羣」、「峯」字較合《說文》小篆構形。「峯」，即位於「山」的「最高」處。 | 臺灣標準取左右結構之俗字「」、「」。 |
|          | 《字形表》的「田」形部件出頭，較接近甲金文的寫法，即使《說文》小篆也出頭。 | 臺灣標準「田」形部件不出頭，是取較晚的《說文解字》對此字構形的解釋，然而後世學者已證實《說文》對「黃」字解釋有誤，「黃」像人仰面向天，腹部脹大。 |
|          | 「巤」字上部是有頭髮的「囟」（即「腦」字右旁），因讓上而省去「囟」的小撇，《字形表》取此形。 | 臺灣標準卻誤作「囚」，「囚」部件與此字字義或字音無關，亦不合字源。                                                                               |
|          | 《字形表》的寫法出現得早，是本字，筆畫也較少。 | 臺灣標準為免「丏」與「丐」混，取俗字「」。 |
|          | 「宂」原解作「宀（意為屋）」下有「人（「儿」是「人」在下的隸定，俗寫變「几」）」，閒散之象。 | 臺灣標準從俗取「」。 |
|          | 本字「爿」，後加意符「木」。 | 臺灣取俗字「」。 |
|          | 部首為「聿」，香港下方兩橫。 | 臺灣一橫。 |
|          | 香港、大陸右部為「⿳小日小」。 | 臺灣為「⿳小白小」。古代「日」與「白」寫法相似易混，但據《說文》小篆，以及金文「虩」的左旁，此字原從「日」，《說文》析形為從「白」有誤。         |
|          | 香港一律取正字。 | 臺灣單字是取俗「么」，作偏旁才取正體「」。 |
|          | 香港皆作「茲」。「茲」，艸木多益也。「滋」，此字從水茲，為水益也。「孳」，孳孳彶彶生也，从子茲聲，故草字頭「」為正。 | 臺灣獨體作「茲」，用於偏旁作「」。 |
| 、周、害 | 「吿」字在《說文解字》的說法是：「牛觸人，角箸橫木，所以告人也。从口从牛。」經學者硏究，文字學界主張此字乃從「舌」的中豎伸長、「周」字篆文從「用」從「口」、「害」字篆文從「宀」從「丯」從「口」，三字豎筆下皆出頭。香港從之，仍保留從口伸出的「舌」形。 | 臺灣標準把三字內部訛作「土」字形，舌形斷裂，不合字理，「」字亦受牽連。                                                                           |
|          | 下方為「申」的變形，《字形表》「電」出頭。 | 台灣「電」皆不出頭，「申」變成「甲」的變形。 |

### 臺灣標準比《字形表》更合字理或字源的例子
| 字     | 臺                                                                         | 港 |
| ------ | -------------------------------------------------------------------------- | --- |
|        | 「囪」是窗的象形，框內的是窗櫺，像現代人的窗花。臺灣標準作「」，取形正確。   | 《字形表》取框內從「夂」的俗體（即「囱」形），使字形變得不可解。「聰」、「」等字受影響。 |
| 肉字旁 | 臺灣標準中，凡肉字旁的字都寫作「⺼」（提肉旁），使其不會與「月字旁」相混。 | 《字形表》中，肉字旁只在字的左旁時才寫作「提肉旁」，在字的右旁時採用「首筆豎」的方式與「月字旁」區分（「月字旁」在右方時，首筆為撇）。但在下方時，則「肉」與「月」首筆都作豎，兩者會相混。值得注意的是，儘管「⺼」可以區分字源，但戰國文字和以後的隸楷「月」和「肉」早已混同，「⺼」是俗寫。                             |
|        | 「臥」指人躺下，臺灣標準從人。                                               | 《字形表》採訛形「」。 |
|        | 「兌」的頂部為「八」形，臺灣標準從之。                                       | 《字形表》取俗寫「」。 |
|        | 「戶」為半扇門，頂部作撇較符合原來的象形形狀。臺灣標準從之。                 | 《字形表》改成頂部作點（即「户」形），卻留下「所」字例外，破壞了「」部的原來系統。 |
|        | 「甲冑」之「冑」（下方為冃」）與「貴胄」之「胄」（下方為「肉」）本不同。           | 《字形表》將之併為一字「」。 |
| 、     | 右上方應從「冃」，臺灣從之。                                               | 右上方訛作「日」。 |
| 、台   | 本為不同二字，臺灣保留二字。                                               | 香港標準作「台」。廣韻「台」音「土來切」，音ㄊㄞ，《說文》訓義為「說」，即今「怡悅」之意。根據商周文字，「台」即「以」異體，「以」省去「人」後加「口」，春秋金文始見。與「臺」義不相侔。唯以音近，後人遂假「台」為「臺」，久而成習，「台」音亦轉而為「ㄊㄞˊ」。至以「臺」為偏旁之字，亦多假借作「台」，如「檯」之作「枱」，「擡」之作「抬」皆是。 |

### 兩者均不合字理或字源的例子
註：部分字在舊版新細明體以及一些日本漢字反而正確，更合字理或字源。華康儷圓除大五碼中的食部及青字外。
- ：小篆作（金文有說從「貝」、「𠂈」（倒人形，亦謂「顚」的初文），有說從「鼎」、「匕」。），頂部為「匕」。今變作「十」。
- ：「直」是目上一豎，西周金文一豎加點加「𠃊」，點再延展為橫。因此傳承字形、日本字形、韓國字形作，更符合字源，「直」無法解釋。
- ：「具」原是雙手「廾」（常隸作「⿱一八」，例如「兵」、「共」）捧「鼎」，本意是準備，「鼎是盛食物的器皿，會準備食物，以供給賓客」。[12]古文字「鼎」常簡為「貝」，貝常簡為「目」形。「具」香港、台灣字形「目」的豎和下橫相連，字理不通，傳承字形、韓國字形、日本字形更符合字源。
- ：原字作，下方應爲「卩」，今從俗。
- ：此字日韓仍保留較傳統的寫法。
- ：傳承字形作，底部的「円」形並非日本「圓」字的新字體， 而是「丹」字，代表從丹青（顏料）所生的草色。今從俗作「月」字底，使字形不可解。
- ：、等字，原字從兩個「干」字，寫作「幵」，現在則把這兩個干字合併為「开」。
- ：、「餅」等字，原字中央寫作兩個「亻」，即頂部兩筆皆撇。兩個人被兩橫連在一起。現在第一個人頂部那筆變成點。
- ：上半非「臼」而是雙爪「𦥑」，「𦥑」最下橫應斷開。
- ：形聲字。從「木」，「且」聲。今從俗取「查」。
- ：《說文解字》：「訶也，從口七聲」。應作「𠮟」，「七」的首筆為橫不為撇，最末筆不鈎。
- ：取或體「粽」。
- ：「匕」、「化」、「它」偏旁的寫法本不同。「匕」與「化」右本不同，「化」右為倒人。「匕」撇筆不出頭。「化」的右邊部件作「𠤎」，撇筆出頭，與「匕」區分。「它」字本即「蛇」字，正是蛇的整體象形，下方作一撇，撇不過豎曲鉤。臺灣「匕」與「化」混同，皆作一橫不出頭；香港三者混同皆作一撇不出頭。
- ：與本為二字，「癡」訓不慧；「痴」訓疵病。以二字音同，後世遂混用。今統一為「癡」。
- ：上方應從「冃」，而非「日」。
- ：本作，今取俗體。「教」左不為「孝」而由「爻」演變而來，「教」從「攴」從「爻」從「子」，[13]（例如「學」字中間、「希」「肴」「敎」等字）為同一系統。「孝」為「从老省」，「考」、「老」、「孝」等字為同一系統。
- ：原作，以「爪」（即一隻手）牽着大象走。今取俗體「為」；而大陸的《簡化字總表》中，「为」對應的繁體字就是「爲」。寫作「爲」能保留「爫」部首，下方部件爲「象」的側面變體。「爲」亦較接近古文字字形。目前在港臺，「爲」字常見諸印刷和屏顯媒體中，但在教育時失去正字地位。
- 肖（從肉小聲）、尚（秦系文字作「尙」，上「八」形；甲金文從「冂」從兩短橫從「口」）、半（半字本由「八」、「牛」合成，「八」即「分」本字）、曾（上面是「八」形）、平、酋（從「八」「酉」聲）、鎖等字，如今都已寫成「點撇」，看不出原本上面是「小」或「八」。
- 、𧮫（音，口上阿）二義。此二義《說文》小篆本見區別，今混同。此外「谷」的寫法亦是俗寫，原本上四筆斷開互不相接。
- ：為「咒」本字[14]，從「口」從「兄」，常見於古文獻，日韓今仍用「呪」，反而大中華地區今不再使用。
- ：上方並不是「老」字頭，不論甲金文[15]、《說文》小篆[15]，「者」字上方都明顯與「老」、「考」等字不同。明清刻本從「耂」帶點，有說視為按《說文》訛篆以為「者」從「白」所以加點。[16]，亦有說視爲「從『者頭』、從『曰』」和「從『老頭』、從其他部件」之異。以實際論之確實可以起到區分二者的作用。今港、臺皆把點省去，雖此寫法也見於隸楷書法[17][18]但混同了「老」字頭。
- 舟、凡：凡由「舟」或「凡」之變體作部件的字，如「前」、「俞」、「朕」、「勝」、「滕」、「服」等字，隸楷或與「月」混同，《康熙字典》則將「月」中間兩橫作兩點，與「月」、「⺼」、「円」、「冃」都不同，清楚區分字理。今港、臺皆相混。
- ：從「又」（隸分作「⺕」，右手象形）持二「禾」，二「禾」首筆隸作「八」形，[19]明清刻本體現「兼」中為二「禾」而上不為「丷」形而與「禾」同為二撇，今上改回「丷」形。
- 字右旁：「、櫝」等字皆是形聲字，聲符為「𧶠」（讀音yù，粵音juk6，「賣官『鬻』爵」的「鬻」的本字），上方是「⿱士四」之形，即「𡐑」之變體（「𡐑」爲「睦」的古文[20]。下方作「囧」形，乃源於「目」的古文「𡇡」形近之變[21]，或因兩者皆含光義而於古文中相通[22]）。「𧶠」並非「買賣」之「賣」，「買賣」之「賣」古文字中間從「网」，隸變為「罒」。傳承字形中「𧶠」字中間作曲筆，「賣」字中間作豎筆，就可以區分兩者。《字形表》原來的寫法沿襲傳承字形，但2007年重排本開始與臺灣標準一樣改作「賣」形，和「賣」相混。唯大部分教科書，仍按照2000版的寫法，不和「賣」字混同。

### 其它差異
- ：是自商代以來的正字，[23]「粧」是近古俗字。《字形表》和臺灣取「妝」字；《香港小學學習字詞表》取「粧」字。
- ／字旁：《字形表》從「日」從「皿」；臺灣標準依《說文》從「囚」從「皿」。
- ：字自宋朝起從「著」字中分化出來，《字形表》維持兩字作不同用途，只有讀作「ㄓㄨˋ」才用「著」字，其餘用「着」。臺灣則依照隸辨、干祿字書、五經文字、龍龕手鑑、玉篇、廣韻、集韻、類篇、字彙、正字通等字書記載：「着」是「著」的「俗字」，所以標準一律作「著」，共五個國語音：「ㄓㄜ·」「ㄓㄨㄛˊ」「ㄓㄠˊ」「ㄓㄠ」「ㄓㄨˋ」／粵語「zoek3」。無論「着」還是「著」，本字均為「箸」，「着、著」均為派生字，
- ：字《說文》所無，是「沈」分化字。臺灣、大陸、香港皆保留兩字作不同用途，將兩字分工，「沈」，音「ㄕㄣˇ」。「沉」，音「ㄔㄣˊ」。大陸、香港使用右方為俗寫的「冗」，臺灣右下從「儿」。
- ：雨中間四點是雨滴象形。大陸、日本、韓國皆作四點，只有臺灣、香港作「點、挑、撇、點」。
- ：臺灣取上下結構，《說文》取左右結構「鷀」，大陆字形也是取左右结构「鹚」。
- ：《字形表》原也以「襃」為正，今取「褒」。
- ：的古文字從「行」「韋」聲，中間「韋」是二足「止」繞城邑「囗」的會意字。《說文》小篆「衛」字作「䘙」，從「行」、「韋」、「帀」。傳承隸楷或「衛」，繼承古文字從「行」、「韋」聲；楷書或作「衞」，省「韋」的一「止」。今香港用「衞」，臺灣用「衛」，兩者皆有理。
- 周：「周」字甲骨文作，像田疇之貌，或說像彫飾的玉器。西周加「口」後，上部逐漸類化為「用」形，《說文》小篆從「用」從「口」。今香港上部作中形，臺灣作中「土」形。
- ：臺灣標準取為正字，《字形表》的「污」字沿襲明清刻本。其所從的「于」字，甲骨[24][25]、金文[24][25]、戰國楚簡[24][25]、秦簡[24]、隸書[25]、楷書[25]字形近於「于」或「亐」，《說文》篆形近於「亏」。[24][25]有學者指《說文》篆形是訛形。《說文》小篆「亏」異於甲金隸楷字形[24][25]。臺灣取「汙」爲正字，但「虧、粵」等字的「亏」部件仍作「亏」，不作「于」或「亐」。
- ：最上一橫代表「天」，中間之「幺」代表水氣。《字形表》原也以「溼」為正，因該字生僻，2007年重排本改以原為水名之「濕」為正。

## 與《香港電腦漢字字形參考指引》之關係
中文界面諮詢委員會（簡稱「中諮會」）於2002年公佈了《香港電腦漢字楷體字形參考指引》、《香港電腦漢字宋體（印刷體）字形參考指引》，《指引》參照了2000年版《字形表》的字形，盡量歸納作部件，與《字形表》的寫法大致相同，但在部件的舉例中，亦有少許示範字形與2000年版《字形表》字形相異處。
2016年，中諮會公佈《香港電腦漢字參考字形》，於字符層面上提供完整的電腦漢字參考寫法，具體地說明適用於香港的字形形狀，比較了香港參考字形與台灣業界習慣和台灣教育部寫法的異同。跟2002年兩份指引相比，有些字的寫法改爲參照2007年《字形表》，但鑑於2007年《字形表》的部件差異比2000年版大，有些字形的修改亦脫離香港市民和過去教育上的習慣，《參考字形》仍偏向2000年字形表爲主。

## 相關書籍
| 名稱                                                  | 主編/編輯                                        | 印刷/出版                        | 年份   | ISBN               |
| ----------------------------------------------------- | ------------------------------------------------ | -------------------------------- | ------ | ------------------ |
| 《常用字字形表》                                      | 香港敎育署語文敎育學院中文系                     | 香港：香港政府印務局             | 1986年 |                    |
| 《常用字字形表（修訂本）》                            | 香港敎育署語文敎育學院中文系                     | 香港：香港政府印務局             | 1990年 |                    |
| 《常用字字形表（九七年修訂本）》                      | 李學銘主編                                       | 香港：香港敎育學院               | 1997年 | ISBN 9789629490034 |
| 《常用字字形表（二零零零年修訂本）》                  | 李學銘主編                                       | 香港：香港敎育學院               | 2000年 | ISBN 9789629490409 |
| 《香港小學課本用字規範》                              | 莊澤義                                           | 香港：三聯書店（香港）有限公司   | 2000年 | ISBN 9620418778    |
| 《小學中文科常用字硏究報告》                          | 潘慧如、康寶文主編                               | 香港：香港浸會大學文學院語文中心 | 2003年 |                    |
| 《香港小學學習字詞表》（網上版 （页面存档备份，存于） | 香港特別行政區政府教育局課程發展處中國語文教育組 | 香港：教育局                     | 2007年 | ISBN 9789628814404 |
| 《常用字字形表 二零零七年重排本附粵普字音及英文解釋》 | 香港特別行政區政府教育局課程發展處中國語文教育組 | 香港：教育局                     | 2012年 | ISBN 9789888123933 |
| 《香港標準字形字典》                                  | 雷超榮                                           | 香港：執筆善導中心               | 2015年 | ISBN 9789889751388 |